# Венера-10
Венера-10 је била совјетска аутоматска научно-истраживачка станица (вјештачки сателит) намијењена за истраживање планете Венере. Лансирана је 14. јуна 1975.

## Ток мисије
Космички брод је ушао у орбиту око Венере 23. октобра 1975. Истог дана је одвојен и дио за спуштање који се почео спуштати и успоравати, прво аеродинамичким кочењем а потом са падобраном.
Орбитални дио је кориштен као комуникациони радио релеј за капсулу за спуштање и њену везу са Земљом.
Капсула за спуштање је уз уобичајене инструменте имала ултравиолетни фотометар од 3500 ангстрома француске производње, 4000-7000 ангстрома фото-полариметар, инфрацрвени спектрометар 1500-3000 нанометара, и инфрацрвени радиометар опсега 3-30 микрометара. Орбитални дио је носио магнетометар и клопке за наелектрисане честице.
Венера-10 је била друга капсула за спуштање која је послала црно-бијеле телевизијске снимке површине Венере, послије апарата Венера-9. Фотографије су показале да је неко камење вулканског поријекла.
Мјерења су показала температуру и притисак зависно од висине: на 42 km/3.3 atm /158° C, 15 km/37 atm/363° C, и 0 km/92 atm/465° C.

## Основни подаци о лету
- Датум лансирања: 14. јуна 1975.
- Ракета носач: Протон, са додатим степенима
- Мјесто лансирања: Тјуратам, Бајконур
- Маса сателита (kg): 2300 (орбитални дио). Укупно при лансирању 5033.